# 日得
阿仏坊日得（あぶつぼうにっとく、阿仏房とも）は鎌倉時代における、日蓮宗の信徒。
順徳天皇に仕え、従四位上に叙せられる。和漢の学に通じ、歌道にも上達していた。承久3年（1221年）に承久の乱により佐渡島に流された天皇に従って、仁治3年（1242年）に崩御するまで側近く仕える。その直後に妻である千日尼（せんにちに）とともに剃髪し、30年間も天皇の陵に廬を結んで住む。もともと浄土宗を深く信仰し、念仏怠りなく、自ら「阿仏坊」と号していたが、文永8年（1271年）の冬に日蓮が佐渡に流され、塚原に潜んでいたところを訪問し、日蓮の説を聴き、妻とともに浄土宗を棄てて84歳で弟子となる。文久11年（1274年）に日蓮が鎌倉を経て甲斐に隠栖すると、遠くにありながら三度、身延山を訪れては日蓮の説法を聴いていた。弘安元年（1278年）に90歳の身で登山した際に、日蓮は大いに感激して「日得」の名を与えた。その翌年に寂す。
阿仏房に関しては、承久の乱の時に佐渡に流された順徳上皇のお供の武士で、藤原氏であったという説や、佐渡の人であったという説もあり、定かではない。ただ入信以前は、熱心な念仏の信者であった。弘安2年（1279年）3月21日、91歳で亡くなるまでの間、阿仏房は老齢にもかかわらず、遙かに海山を越えて、身延の日蓮のもとへ三回も登山参詣をした。日蓮から「北国の導師」と称えられた。阿仏房の曽孫に当たる如寂房日満も、幼少より富士の日興のもとに参じて行学に励み、北陸七ヵ国の門下の別当に任じられている。